# Washburn Ian Series
Esta línea de guitarras eléctricas es una Signature Series del guitarrista Scott Ian del grupo Anthrax. Son perfectas para el heavy metal, tienen un gran sonido y mucha salida, así como todo el estilo que el guitarrista de Anthrax puede ofrecer. A conitnuación veremos la guitarra más significativa de las Ian Series, diseñada especialmente para Scott en la USA Custom Shop. Esta línea de guitarras eléctricas consta de 3 guitarras principales: La SI81, la Murder Weapon y la Obey! guitar.

## SI81
La guitarra insignia de la Ian Series. Provista con un puente Floyd Rose, el famoso sistema Buzz Feiten® Tuning y pastillas Seyour Duncan, la hacen excletente para el heavy metal, con gran salida, tonos definidos y el justo sustain.

This guitar is exactly what I’ve been looking for. It’s evil and it plays f**king awesome.
Scott Ianblack

## Especificaciones
- Cuerpo de caoba con cubierta de arce flameado
- Cuerdas entre-cuerpo o sistema Floyd Rose
- Diapasón de ébano
- Diseño de trastes con Bolques "perla"
- Seymour Duncan® El Diablo bridge pickup
- Seymour Duncan® '59 neck pickup
- Puente Tone-Pros® (viene con la opción de Cuerdas entre-cuerpo)
- Sperzel® (afinadores)
- 22 trastes jumbo
- 25.5" scale
- Buzz Feiten Tuning System™
- Construida en la USA Custom Shop